# Clase Saipan
La clase Saipan fueron 2 portaaviones ligeros de la Armada de los Estados Unidos. Al diferencia que los nueve buques que les precedieron de la clase Independence, sus cascos eran los de cruceros pesados. Completados demasiado tarde para la Segunda Guerra Mundial, prestaron servicio en la Guerra de Corea, antes de ser convertidos en centros de mando flotantes (Wright) y buques de comunicaciones (Saipan) a mediados de la década de 1950, sirviendo en estas funciones hasta 1970. Asimismo, fueron la última clase de portaaviones ligeros estadounidenses

## Diseño
Los Saipan fueron diseñados como versiones mejoradas de los Independence y, al igual que estos, estaban construidos con cascos de cruceros ligeros grandes. A diferencia de los Independence, los Saipan estaban basados en el casco de los Baltimore eran algo más grandes que los Cleveland, en los que se basaban los primeros.
Aunque exteriormente se parecían mucho a los Independence, los Saipan tenían mejor rendimiento en alta mar, un pañol más grande y más protegido, más blindaje en los costados y la cubierta de vuelo, capacidad de operar con más aviones y eran un poco más veloces que los Independence

## Historial operacional
Los 2 buques sirvieron poco tiempo como portaaviones, pues quedaron rápidamente obsoletos al no tener ni la flexibilidad táctica necesaria ni una cubierta de vuelo lo suficientemente grande como para poder operar con aviones a reacción y debido a ello, a mediados de los 50´s, los dos buques fueron transferidos a otra función: el Saipan fue convertido en buque de comunicaciones y el Wright en buque de mando. Estuvieron en estas funciones hasta 1970, momento en que quedaron amarrados.

## Barcos de la claseSaipan
| Buque               | Astillero             | Botado               | Asignado             | Reconstruido       | Redesignado                                    | Baja                | Destino            |
| ------------------- | --------------------- | -------------------- | -------------------- | ------------------ | ---------------------------------------------- | ------------------- | ------------------ |
| USS Saipan (CVL-48) | New York Shipbuilding | 10 de julio de 1944  | 14 de julio de 1946  | 15 de mayo de 1959 | AGMR-2, renombrado como USS Arlington (AGMR-2) | 14 de enero de 1970 | Desguazado en 1976 |
| USS Wright (CVL-49) | New York Shipbuilding | 21 de agosto de 1944 | 9 de febrero de 1947 | 15 de mayo de 1959 | CC-2                                           | 27 de mayo de 1970  | Desguazado en 1980 |

- Datos: Q1485677
- Multimedia: Saipan class aircraft carriers / Q1485677